# بيتر جونز (لاعب دوري الرغبي)
بيتر جونز (بالإنجليزية: Peter Jones)‏ هو لاعب دوري الرغبي أسترالي، ولد في 15 أغسطس 1942.